# Lista postaci serii Bleach
To jest lista postaci występujących w mandze oraz anime Bleach.

## Świat ludzi

### Rodzina Kurosaki
- Isshin Kurosaki (jap. 黒崎 一心 Kurosaki Isshin)
- Ichigo Kurosaki (jap. 黒崎 一護 Kurosaki Ichigo)
- Karin Kurosaki (jap. 黒崎 夏梨 Kurosaki Karin)
- Yuzu Kurosaki (jap. 黒崎 遊子 Kurosaki Yuzu)
- Masaki Kurosaki (jap. 黒崎 真咲 Kurosaki Masaki)

### Liceum Karakura
- Uryū Ishida (jap. 石田 雨竜 Ishida Uryū)
- Orihime Inoue (jap. 井上 織姫 Inoue Orihime)
- Yasutora „Chado” Sado (jap. 茶渡 泰虎 Sado Yasutora)
- Tatsuki Arisawa (jap. 有沢 竜貴 Arisawa Tatsuki)
- Keigo Asano (jap. 浅野 啓吾 Asano Keigo)
- Mizuiro Kojima (jap. 小島 水色 Kojima Mizuiro)
- Chizuru Honshō (jap. 本匠 千鶴 Honshō Chizuru)
- Misato Ochi (jap. 越智美諭 Ochi Misato)
- Kagine (jap. 鍵根 Kagine)
- Mizuho Asano (jap. 浅野 瑞穂 Asano Mizuho)
- Tetsuo Momohara (jap. 桃原鉄生 Momohara Tetsuo)
- Reiichi Ōshima (jap. 大島麗一 Ōshima Reiichi)
- Sorimachi (jap. Sorimachi)
- Satoda (jap. 里田 Satoda)
- Kyōko Haida (jap. 灰田 響子 Haida Kyōko)

### Sklep Urahary
- Kisuke Urahara (jap. 浦原 喜助 Urahara Kisuke)
- Yoruichi Shihouin (jap. 四楓 院夜一 Shihōin Yoruichi)
- Ururu Tsumugiya (jap. 紬屋 雨 Tsumugiya Ururu)
- Jinta Hanakari (jap. 花刈 ジン太 Hanakari Jinta)
- Tessai Tsukabishi (jap. 握菱 テッサイ Tsukabishi Tessai)
- Karin Kurosaki (jap. 黒崎 夏梨 Kurosaki Karin)

### Quincy
- Uryū Ishida (jap. 石田 雨竜 Ishida Uryū)
- Ryūken Ishida (jap. 石田 竜弦 Ishida Ryūken)
- Sōken Ishida (jap. 石田 宗弦 Ishida Sōken)

### Vizard
- Shinji Hirako (jap. 平子 真子 Hirako Shinji)
- Hiyori Sarugaki (jap. 猿柿 ひよ里 Sarugaki Hiyori)
- Hachigen Ushōda (jap. 有昭田 鉢玄 Ushōda Hachigen)
- Lisa Yadōmaru (jap. 矢胴丸 リサ Yadōmaru Risa)
- Love (Aikawa Rabu) (jap. ラヴ/羅武 Ravu/Rabu)
- Rose (Otoribashi Roujuro) (jap. ローズ Rōzu)
- Kensei Muguruma (jap. 六車 拳西 Muguruma Kensei)
- Mashiro Kuna (jap. 白 Mashiro)

### Zmodyfikowane dusze
- Kon (jap. コン Kon)
- Ririn (jap. りりん Ririn)
- Kurōdo (jap. 蔵人 Kurōdo)
- Noba (jap. 之芭 Noba)

### Bount
- Jin Kariya (jap. 狩矢 神 Kariya Jin)
- Gou Koga (jap. 古賀 剛 Koga Gou)
- Sawatari (jap. 沢渡)
- Yoshino Souma (jap. 相馬 芳野 Souma Yoshino)
- Mabashi (jap. 馬橋)
- Ugaki (jap. 宇柿)
- Ban (jap. 磐) i Hou (jap. 鵬)
- Ryou Udagawa (jap. 宇田川 稜 Udagawa Ryou)
- Kein (jap. ケイン)
- Yoshi (jap. ヨシ)

### Fullbringerzy
- Kūgo Ginjō (jap. 銀城 空吾 Ginjō Kūgo)
- Shūkurō Tsukishima (jap. 月島 秀九郎 Tsukishima Shūkurō)
- Riruka Dokugamine (jap. 毒ヶ峰 リルカ Dokugamine Riruka)
- Yukio Hans Vorarlberna (jap. 雪绪･ハンス･フォラルルベルナ Yukio Hansu Foraruruberuna)
- Jackie Tristan (jap. ジャッキー トリスタン Jakkī Torisutan)
- Giriko Kutsuzawa (jap. 沓沢 ギリコ Kutsuzawa Giriko)

### Inne postacie
- Don Kanonji (jap. ドン・観音寺 Don Kan’onji)
- Yūichi Shibata (jap. 柴田 優一 Shibata Yūichi)
- Midoriko Tōno (jap. 遠野 翠子 Tōno Midoriko)
- Sora Inoue (jap. 井上 昊 Inoue Sora)
- Raku, lub Karakura Lion Jet

## Soul Society

### Shinigami

#### 1 dywizja
- Dowódca: Shunsui Kyōraku (jap. 京楽 春水 Kyōraku Shunsui) (Generał)
- Zastępca dowódcy: Nanao Ise (jap. 伊勢 七緒 Ise Nanao), Genshirō Okikiba (jap. 沖牙 源志郎 Okikiba Genshirō)

#### 2 dywizja
- Dowódca: Soifon (砕蜂, Sùifēng w języku chińskim)
- Zastępca dowódcy: Marechiyo Ōmaeda (jap. 大前田 希千代 Ōmaeda Marechiyo), Marenoshin Ōmaeda (jap. 大前田希ノ進 Ōmaeda Marenoshin)

#### 3 dywizja
- Dowódca: Amagai Shūsuke (wcześniej Gin Ichimaru (jap. 市丸 ギン Ichimaru Gin))
- Zastępca dowódcy: Izuru Kira (jap. 吉良 イヅル Kira Izuru)
- Oficer nr 3: Makoto Kifune
- Aida
- Seka Shinta
- Inose

#### 4 dywizja
- Dowódca:Retsu Unohana (jap. 卯ノ花 烈 Unohana Retsu)
- Zastępca dowódcy: Isane Kotetsu (jap. 虎徹 勇音 Kotetsu Isane)
- Oficer nr 3: Yasochika Iemura (jap. 伊江村 八十千和 Iemura Yasochika)
- Oficer nr 7: Hanatarō Yamada (jap. 山田 花太郎 Yamada Hanatarō)
- Oficer nr 8: Harunobu Ogidō (jap. 荻堂 春信 Ogidō Harunobu)

#### 5 dywizja
- Dowódca: Hirako Shinji (jap. 平子真子 Hirako Shinji)
- Zastępca dowódcy: Momo Hinamori (jap. 雛森 桃 Hinamori Momo)

#### 6 dywizja
- Dowódca:Byakuya Kuchiki (jap. 朽木 白哉 Kuchiki Byakuya)
- Zastępca dowódcy: Renji Abarai (jap. 阿散井 恋次 Abarai Renji)
- Oficer nr 9: Mihane Shirogane (jap. 銀　美羽 Shirogane Mihane)
- Rikichi (jap. 理吉)

#### 7 dywizja
- Dowódca:Sajin Komamura (jap. 狛村 左陣 Komamura Sajin)
- Zastępca dowódcy: Tetsuzaemon Iba (jap. 射場 鉄左衛門 Iba Tetsuzaemon)
- Oficer nr 4 : Jirōbō Ikkanzaka (jap. 一貫坂 慈楼坊 Ikkanzaka Jirōbō)

#### 8 dywizja
- Dowódca:Shunsui Kyōraku (jap. 京楽 春水 Kyōraku Shunsui)
- Zastępca dowódcy: Nanao Ise (jap. 伊勢 七緒 Ise Nanao)
- Oficer nr 3: Tatsufusa Enjōji (jap. 円乗寺 辰房 Enjōji Tatsufusa)

#### 9 dywizja
- Dowódca: Kaname Tōsen (jap. 東仙 要 Tōsen Kaname)
- Zastępca dowódcy: Shūhei Hisagi (jap. 檜佐木 修兵 Hisagi Shūhei)
- Oficer nr 20: Toshimori Umesada (jap. 梅定 敏盛 Umesada Toshimori)

#### 10 dywizja
- Dowódca:Tōshirō Hitsugaya (jap. 日番谷 冬獅郎 Hitsugaya Tōshirō)
- Zastępca dowódcy: Rangiku Matsumoto (jap. 松本 乱菊 Matsumoto Rangiku)

#### 11 dywizja
- Dowódca:Kenpachi Zaraki (jap. 更木 剣八 Zaraki Kenpachi)
- Zastępca dowódcy: Yachiru Kusajishi (jap. 草鹿 八千流 Kusajishi Yachiru)
- Oficer nr 3: Ikkaku Madarame (jap. 斑目 一角 Madarame Ikkaku)
- Oficer nr 5: Yumichika Ayasegawa (jap. 綾瀬川 弓親 Ayasegawa Yumichika)
- Makizō Aramaki (jap. 荒巻 真木造, )
- Maki Ichinose (jap. 一之瀬 真樹)

#### 12 dywizja
- Dowódca:Mayuri Kurotsuchi (jap. 涅 マユリ Kurotsuchi Mayuri)
- Zastępca dowódcy: Nemu Kurotsuchi (jap. 涅 ネム Kurotsuchi Nemu)
- Hiyosu (jap. 鵯州)
- Akon (jap. 阿近)
- Rin Tsubokura (jap. 壷府 リン Tsubokura Rin)

#### 13 dywizja
- Dowódca:Jūshirō Ukitake (jap. 浮竹 十四郎 Ukitake Jūshirō)
- Zastępca dowódcy: Kaien Shiba (jap. 志波 海燕 Shiba Kaien)
- Oficer nr 3 : Miyako Shiba, Kiyone Kotetsu (jap. 虎徹 清音 Kotetsu Kiyone) i Sentarō Kotsubaki (jap. 小椿 仙太郎 Kotsubaki Sentarō)
- Porucznik: Rukia Kuchiki (jap. 朽木 ルキア  Kuchiki Rukia)

## Soul Society 110 lat temu

### 1 dywizja
- Dowódca: Shigekuni Yamamoto-Genryūsai (jap. 山本元柳斎 重國 Yamamoto-Genryūsai Shigekuni) (Główny Dowódca)

### 2 dywizja
- Dowódca: Yoruichi Shihouin
- Zastępca dowódcy: Soifon
- Oficer nr 3: Kisuke Urahara

### 3 dywizja
- Dowódca: Roujuurou Ootoribashi

### 4 dywizja
- Dowódca: Retsu Unohana (jap. 卯ノ花 烈 Unohana Retsu)

### 5 dywizja
- Dowódca: Shinji Hirako
- Zastępca dowódcy: Sousuke Aizen
- Oficer nr 3: Gin Ichimaru

### 6 dywizja
- Dowódca: Kuchiki Ginrei

### 7 dywizja
- Dowódca: Love Aigawa

### 8 dywizja
- Dowódca: Kyouraku Shunsui
- Zastępca dowódcy: Lisa Yadoumaru
- Nanao Ise

### 9 dywizja
- Dowódca:Kensei Muguruma
- Zastępca dowódcy:Mashiro Kuna
- Eishima
- Todo
- Kasaki
- Tousen Kaname

### 10 dywizja
- Dowódca: Hitsugaya Toushirou
- Zastępca: Matsumoto Rangiku

### 11 dywizja
- Dowódca: Zaraki Kenpachi

### 12 dywizja
- Dowódca: Hikifune Kiro
- Dowódca:Kisuke Urahara
- Zastępca dowódcy:Hiyori Sarugaki
- Oficer nr 3:Mayuri Kurotsuchi

### 13 dywizja
- Dowódca:Jūshirō Ukitake (jap. 浮竹 十四郎 Ukitake Jūshirō)

### Korpus Kidou
- Dowódca:Tessai Tsukabishi
- Zastępca dowódcy:Hachigen Ushōda

## Hueco Mundo

### Hollow
- Acidwire (jap. アシッドワイヤー Ashiddowaiyā)
- Shrieker (jap. シュリーカー Shurīkā)
- Metastacia (jap. メタスタシア Metasutashia)
- Bawabawa (jap. バワバワ)
- Pesche Guatiche (jap. ペッシェ・ガティーシェ Pesshe Gatīshe)
- Dondochakka Bilstin (jap. ドンドチャッカ・ビルスタン Dondochakka Birusutan)
- Grand Fisher (jap. グランドフィッシャー Gurando Fisshā)

### Arrancar

#### Espada
- Nr 0: Yammy Rialgo (jap. ヤミー・リヤルゴ Yamī Riyarugo)
- Nr 1: Starrk (jap. スターク Sutāku)
- Nr 2: Barragan[1] (jap. バラガン Baragan)
- Nr 3: Tia Harribel[2] (jap. ハリベルチア Tia Hariberu)
- Nr 3:(była): Neliel Tu Oderschvank (jap. ネリエル・トゥ・オーデルシュヴァンク Nerieru Tu Ōderushuvanku)
- Nr 4: Ulquiorra Schiffer (jap. ウルキオラ・シファー Urukiora Shifā)
- Nr 5: Nnoitra Jiruga (jap. ノイトラ・ジルガ Noitora Jiruga)
- Nr 6: Grimmjow Jeagerjaques (jap. グリムジョー・ジャガージャック Gurimujō Jagājakku)
- Nr 6 (przez chwilę): Luppi (jap. ルピ Rupi)
- Nr 7: Zommari Leroux (jap. ゾマリ・ルルー Zomari Rurū)
- Nr 8: Szayel Aporro Granz (jap. ザエルアポロ・グランツ Zaeruaporo Gurantsu)
- Nr 9: Aaroniero Arruruerie (jap. アーロニーロ・アルルエリ Āronīro Arurueri)

#### Privaron Espada
- Nr 103: Dordonii/ zwany Don Paninim
- Nr 105: Cirucci Thunderwitch
- Nr 107: Gontanbainne Mosqueda

#### Numeros
- Nr 11: Shawlong Qufang, Fraccion Grimmjowa
- Nr 13: Edorad Leones fraccion Grimmjowa
- Nr 15: Ilforte Grantz fraccion Grimmjowa
- Nr 16: D. Roy fraccion Grimmjowa
- Lilynette[3] fraccion Starka
- Apache fraccion Halibel
- Mila Rose fraccion Halibel
- Sun Sun fraccion Halibel
- Loly fraccion Ulquiorry
- Menoly fraccion Ulquiorry
- Tesla fraccion Nnoitry
- Nakeem fraccion Grimmjowa
- Lumina fraccion Szayela
- Verona fraccion Szayela
- Medazepi fraccion Szayela
- Abirama Redder fraccion Barragana
- Charlotte Coolhorn Fraccion Barragana
- Findor Carias fraccion Barragana
- Po fraccion Barragana
- Ggio Vega fraccion Barragana